# Trados Studio
Trados Studio — система автоматизированного перевода, первоначально (с 1992 года) разработанная немецкой компанией Trados GmbH. Является одним из мировых лидеров в классе систем Translation Memory (TM, память переводов).

## Компания
Trados GmbH была основана в 1984 году в Штутгарте.
В 1997 году 20 % акций компании были приобретены Microsoft. 
В 2002 году Trados объединилась с Uniscape Inc., и объединённая компания получила название Trados Inc. со штаб-квартирой в Александрии (США, штат Виргиния). 
В июне 2005 года компания Trados была приобретена британской SDL International, и в 2006 году был выпущен совместный продукт SDL Trados, включающий системы Trados и SDLX.
В ноябре 2020 года SDL International была поглощена компанией RWS Group вместе со всеми активами, включая Trados.

## Компьютерная система
Система Trados состоит из модулей, предназначенных для перевода текстов различного формата: документов Microsoft Word, презентаций PowerPoint, текстов в формате HTML и других метаданных, документов FrameMaker, InterLeaf и др., а также для ведения терминологических баз данных (модуль MultiTerm). Последняя версия системы, выпущенная независимой компанией Trados — 7.0. Последняя версия Trados Studio на сегодняшний день — Trados Studio 2024.

## Принцип работы
Концепция Translation Memory предполагает выявление в переводимом тексте фрагментов, переводы которых уже имеются в базе данных переводов, и за счет этого сокращение объёма работы переводчика. Фрагменты, оставшиеся непереведёнными, передаются дальше для ручной обработки переводчику или системе машинного перевода (Machine Translation, MT). Переводчик на этом этапе может выделить вновь переведённые фрагменты и занести новые пары параллельных текстов на двух языках в базу данных. Такая схема наилучшим образом работает в случае однотипных текстов, где повторяемость словосочетаний достаточно высока, то есть в случае различного рода инструкций для пользователей, технических описаний и т. п.

### Основные модули
- Translator’s Workbench — модуль работы с базами данных памяти переводов TM (создания, обслуживания, импорта, экспорта). Создание документов перевода и их редактирование производятся в отдельных модулях.[источник не указан 1600 дней]
- Панель Trados в Microsoft Word — модуль для перевода документов в Microsoft Word.
- TagEditor — модуль для перевода документов в формате PowerPoint, Excel, HTML, XML и т. п.
- WinAlign — модуль для создания памяти переводов на основе ранее переведённых двуязычных текстов.
- S-Tagger — модуль для перевода документов в формате FrameMaker и InterLeaf.
- T-Window — модуль для перевода текста из буфера обмена.
- MultiTerm — модуль для ведения глоссариев.
- ExtraTerm — модуль для автоматического поиска терминологических кандидатов в тексте и создания глоссариев на их основе.[источник не указан 1600 дней]